# Курнешова, Лариса Евгеньевна
Лари́са Евге́ньевна Курнешова (25 марта 1950 — 20 апреля 2024) — российский учёный-педагог, член-корреспондент РАО (2011).

## Биография
В 1972 году окончила Московский государственный педагогический институт.
С 1991 по 2011 год — заместитель и первый заместитель руководителя Департамента образования Правительства Москвы.
В 1997 году защитила кандидатскую диссертацию по психологическим наукам («Социально-психологические основы построения региональных программ развития образования: на примере столичного образования»), в 2004 году — докторскую диссертацию «Технологии управления региональными программами развития общего образования». По данным вольного сетевого сообщества «Диссернет», докторская диссертация содержит масштабные заимствования, не оформленные как цитаты.
21 декабря 2011 года избрана членом-корреспондентом РАО по Отделению философии образования и теоретической педагогики.
Работала проректором, затем советником при ректорате Московского института открытого образования.
Умерла 20 апреля 2024 года. Похоронена на Троекуровском кладбище.

## Награды
- Медаль ордена «За заслуги перед Отечеством» II степени (2005)[3]
- Премия Президента Российской Федерации в области образования (в составе группы, за 1999 год) — за создание практической модели региональной системы разработки и издания учебно-методических средств для обеспечения функционирования и развития образования в г. Москве[4]
- Заслуженный учитель школы Российской Федерации (1993)[5]